# Rinaldo Bassi
Pour les articles homonymes, voir Bassi.
Rinaldo Bassi est un ingénieur en électronique et réalisateur français, né le 12 décembre 1940 à Asnières-sur-Seine et mort le 21 mars 2017 des suites d'un cancer à l'hôpital de Pertuis.

## Biographie
Rinaldo Bassi a été assistant-réalisateur pour le feuilleton Corsaires et flibustiers avec Michel Le  Royer. Il a réalisé quelques épisodes du feuilleton Minouche (1968) et fait ses débuts de  réalisateur de long-métrage en 1969 mettant en scène Un merveilleux parfum d'oseille avec Françoise Rosay, Francis Blanche et Yves Rénier. Le tournage de son film suivant, Because I love, avec Claude Jade et Pierre Massimi qui devaient incarner un jeune couple, Edwige Feuillère, Jacques Dufilho et Antonella Lualdi, est interrompu faute d'argent. Il réalise Pourvu qu'on ait l'ivresse en 1974 avec Alain Noury.
Ingénieur en électronique, il a écrit de nombreux articles dans La Revue du Son ou LED (Loisirs Electroniques D'aujourd'hui) relatives à l'emploi des tubes à vide dans les amplificateurs audio.

## Filmographie
- 1969 : Un merveilleux parfum d'oseille
- 1974 : Pourvu qu'on ait l'ivresse
- 1972 : Esprit choc
- 1973 : Les 300 derniers mètres